# Svatopluk II
Svatopluk II (peut-être né en 884 et mort en 906) (latin : Zentobolchus) fut prince de Moravie et de Nitra de 894 à 899. 

## Contexte
Svatopluk II était le fils cadet de Svatopluk I et le frère de Mojmír II. Il mourra probablement en 906 dans un combat avec les Hongrois qui commençait à envahir le pays.

## Source
- (cs) Michal Lutovský, Encyklopedie slovanské archeologie v Čechách, na Moravě a ve Slezsku, Libri, 2001 (ISBN 978-80-7277-054-0, lire en ligne), p. 318